# Kačji steber
Kačji steber (starogrško Τρικάρηνος Ὄφις, Τrikarenos Οphis, "triglava kača"; turščina: Yılanlı Sütun kačji steber), znan tudi kot delfski trinožnik ali platajski trinožnik, je antični bronast steber na hipodromu v Konstantinoplu (v osmanskem obdobju znan kot Atmeydanı Konjski trg), v sodobnem Carigradu, Turčija. To je del antičnega grškega žrtvenega trinožnika iz Delfov, ki ga je Konstantin I. Veliki leta 324 preselil v Konstantinopel. Narejen je bil v spomin na Grke, ki so se borili in premagali Perzijce v bitki pri Platajah (479 pred našim štetjem). Kačje glave na 8 metrov visokem stebru so ostale nedotaknjene vse do konca 17. stoletja (ena je na ogled v bližnjem arheološkem muzeju).

## Zgodovina

### Izvor
Kačji steber ima eno najdaljših literarnih zgodovin od vseh ohranjenih predmetov iz grške in rimske antike – o njegovem izvoru ne dvomijo in je star vsaj 2492 let. Skupaj s svojim prvotno zlatim trinožnikom in skledo (dolgo pogrešano) je pomenil trofejo ali darilo, posvečeno Apolonu v Delfih. To je bila daritev vseh grških mestnih držav, ki so bile v zavezništvu proti perzijskemu vdoru na celinsko Grčijo (grško-perzijske vojne) spomladi leta 478 pred našim štetjem, nekaj mesecev po porazu perzijske vojske v bitki pri Platajah (avgust 479 pr. n. št.). Med pisatelji, ki namigujejo na steber v antični literaturi, so Herodot, Tukidid, Demosten, Diodor Sicilski, Pavzanias, Kornelij Nepot in Plutarh. Odstranitev stebra, ki ga je cesar Konstantin odnesel v svoje novo glavno mesto Konstantinopel, je opisal Edward Gibbon, ki navaja pričevanje bizantinskih zgodovinarjev Zosima, Evzebija, Sokrata in Sozomena.

### Bitka pri Platajah
Vdor po kopnem in morju, ki se je začel leta 480 pred našim štetjem, je potekal pod poveljstvom samega kralja Kserksa I. in njegovega brata in bratranca Mardonija, ki je bil tesen zaupnik Kserksovega očeta Dareja I. Mardonij je vodil prvi vdor v Grčijo deset let prej, bil ranjen, nato ga je Darej poklical nazaj. Zamenjala sta ga  Datis in Artafernesov sin, ki so ga po začetnem uspehu odločilno premagali Atenci v bitki pri Maratonu leta 490 pred našim štetjem.
Mardonij je sčasoma prepričal Dareja za drugi vdor. Imel je dva cilja, podrediti si mestne državice na celinski Grčiji, ki so zavrnile simbolno priznanje "zemlje in vode" perzijskemu kralju, drugi pa je bil kaznovati mesta (sprva Atene in Eritrejo), ki so podprla Jonske Grke, ki so se pod vodstvom Aristagora iz Mileta uprli perzijski nadvladi leta 499 pred našim štetjem. Atenci so poslali 20 trirem v pomoč upornikom, Eritrejci pa pet. Ta boj je trajal do poraza Joncev v pomorski bitki zunaj Mileta leta 494 pred našim štetjem.
Bitka pri Platajah je sledila dvema istočasnima porazoma Grkov v bitki pri Termopilah in v bitki pri Artemiziju. Pri Artemiziju so se avgusta 480 pred našim štetjem Perzijci spoprijeli z veliko manjšo floto grških pomorskih sil, ki so se umaknile v Salamino. Po več neodločenih spopadih, ki so trajali vsaj tri dni, in novicah o porazu na kopnem je bila strategija grških zaveznikov porušena. Nič ne bi moglo preprečiti perzijskega napredovanja in ne nazadnje zavzetja in ropanja v Atenah. Samo briljantna strategija, načrtovanje in skrbno utemeljena dejanja atenskega generala Temistoklesa so obnovili razmere. Uredil je evakuacijo prebivalcev Aten pred napadom na otok Salamis. Prepričal je neodločna peloponeška mesta, da so se borila v pomorski bitki v ožini pri Salamini, namesto da bi se iz nje umaknila, in zmamila Kserksa v napad na grško floto (septembra 480 pr. n. št.)
Po Salamini se je Kserks umaknil v Sarde, toda pustil kopensko silo v Trakiji pod vodstvom izkušenega borca Mardonija. Ponovno je zasedel Atene spomladi leta 479 pred našim štetjem in po neuspeli diplomaciji Aleksandra Makedonskega v imenu Perzijcev prepričal Atence v ločen mir in vojna se je nadaljevala. Ko je bilo jasno, da je bila špartanska sila na pohodu iz Peloponeza, je Mardonij ponovno zažgal Atene in umaknil sile na strateški položaj v Beociji, severno od reke Azop. Grki so pod vodstvom generala Pavzanija, kralja Šparte, na visokem mestu zasedli obrambne položaje južno od reke Azop in nad ravnico Plataje. Po dnevih spopadov in spremembi položaja na grški strani je Mardonij sprožil celoten napad. Zmagali so Špartanci pod vodstvom Pavzanija. Mardonij je bil ubit in Perzijci so pobegnili pod vodstvom Artabaza, perzijskega drugega voditelja vojske.

### Pomen bitke pri Platajah
Grška zmaga pri Platajah in sočasna pomorska bitka pri Mikalah, čeprav se ni končala vojna, sta povzročili, da perzijski imperij ni več sprožil napada na celinsko Grčijo. Perzija je nato poskušala s politiko diplomacije, podkupovanjem in ščuvanjem mestnih državic ene proti drugi. S temi zmagami in z Atiško-delsko pomorsko zvezo so Atene lahko utrdile svojo oblast v razcvetu atenske demokracije v 5. stoletju pod vodstvom Periklesa, sina Ksantipa.
Po bitki pri Platajah, zadnji bitki grško-perzijskih vojn, so Grki izdelali bronast steber iz treh prepletenih kač v spomin na 31 grških mestnih državic, ki so sodelovale v bitki. Po Herodotu je bil bronast steber izdelan z uporabo brona iz zaplenjenega stopljenega perzijskega orožja. Zlati trinožnik je bil tudi izdelan iz perzijskega orožja. Celoten spomenik je bil posvečen bogu Apolonu in bil dan ob oltar Apolona v Delfih. Stal je na vrhu kamnite baze v obliki obrnjenega bizantinskega kapitela.

## Pri antičnih piscih
Po opisu grške zmage pri Platajah 479 pred našim štetjem Herodot pripoveduje o zbirki bogatega plena pri helotih, ki so sodelovali v bitki in opisuje odločitev, da namenijo dar Apolonu v Delfih:
Potem ko so prinesli ves plen skupaj, so postavili posebej desetino za boga v Delfih. Iz tega so izdelali in posvetili trinožnik, ki počiva ob bronasti triglavi kači, najbližje oltarju. — Herodot, Zgodbe 9.81.1
V istem poglavju Herodot ugotavlja, da so bile posvetitve tudi pri Zevsu v Olimpiji in Pozejdonu na ožini. Pomembno je, da je bila prednost dana Apolonu v Delfih kljub nejasnosti v odgovorih na delfsko preročišče o izidu vdora in sumu, da so bili Delfi naklonjeni Perzijcem.

### Tukidid in Demosten
Vpogled v politične zdrahe zmagovitih Grkov na tem spomeniku je v naslednjih odlomkih. Zaradi ošabnosti ob zmagi pri Platajah in poznejše lahkote, s katero so kaznovali tebanske voditelje za njihovo pomoč Perzijcem, je general Pavzanij določil posvetilo na stebru in pripisal zmago sebi. Poznejši dogodki so razkrili njegovo samovšečnost. Pogajal se je s Perzijci in špartanski heloti so se uprli, ko se je razglasil kot tiran s perzijsko pomočjo. Čeprav je bilo to izdajstvo, mu sprva v Šparti niso verjeli, slučajno ga je razkril efor iz Šparte s pomočjo svojega sluge in ga ubil. Tukidid opisuje  afero s Kačjim stebrom kot razlog za tak sum:
Številni so bili razlogi za sum  Pavzanija, njegovo neupoštevanje zakonov, njegovo občudovanje barbarov in njegovo nezadovoljstvo s stvarmi, kot so bile. Pregledali so njegovo vedenje, da vidijo, ali je kršil uveljavljene norme. Nato so se spomnili, da je pri trinožniku v Delfih, kjer so Grki med prvimi darovali za zmago nad Perzijci, mislil le nase in vgraviral nanj distih:
Pavzanij, poveljnik Grkov, ki je uničil vojsko Medijcev, posveča ta spomenik Fojbosu (Apolonu).
V tistem času so Lakonci izbrisali distih s tega trinožnika in vgravirali imena mest, ki so bila združena proti barbarom in so ga darovala.
Demosten  bistveno drugače opisuje vrstni red dogodkov. V govoru Proti Neajri je govornik opozarjal na ravnanje Pavzanija do Perzijcev v bitki pri Platajah nad Kačjim stebrom: "Pavzanij, kralj Lakoncev, je distih vpisal na trinožniku v Delfih [za Grke, ki so se borili kot zavezniki v bitki pri Platajah in pomorski bitki pri Salamini, narejen je iz skupnega plena, vzetega barbarom, v čast Apolonu kot spomin na njihov pogum] takole:
Pavzanij, poveljnik Grkov, ki je uničil vojsko Medijcev, je namenil ta spomenik Fojbosu (Apolonu), kot da bi bila delo in daritev njega samega in ne zaveznikov. Grki so se razjezili in Platajci so dobili dovoljenje, da so vložili tožbo v imenu zaveznikov proti Lakoncem za 1000 talentov pri amfiktionskem svetu ter prisilili Lakonce, da so izbrisali napis in vpisali imena mest, ki so sodelovala.
Govornik trdi, da je ta ukrep vznemiril Lakonce in bil močan motiv 50 let pozneje pri njihovem vplivanju na tebanski nočni napad na Platajah  431 pred našim štetjem, ki je bil prvi ukrep v peloponeških vojnah, kar je opisano v Tukididovi knjigi 2.

### Diodor Sicilski
Diodor Sicilski piše v 1. stoletju pred našim štetjem, da je distih, ki ga je sestavil pesnik Simonid s Keje, nadomestil Pavzanij z "nezakonitim osebnim posvetilom«.

### Pavzanias
V 2. stoletju našega štetja je potopisec Pavzanij opazil spomenik v Delfih: 
"Grki skupaj iz plena, dobljenega v bitki pri Platajah, posvečamo zlat trinožnik, nastavljen na bronastem Kačjem stebru. Dar je tam nespremenjen, tudi v mojem času, vendar fokijski voditelji niso pustili zlata tako, kot je bilo prej." Fokijski general Filomel je leta 345/4 pr. n. št. vzel zaklad za plačilo plačancem v tretji sveti vojni, kar je bilo dejanje skrajnega bogoskrunstva. Posledica je bila izgon Fokijcev iz amfiktionske zveze, kar je izvedel Filip II. Makedonski in plačal 400 talentov.
Tudi ob Pavzaniasovem obisku svete poti, ki je vodila do Apolonovega templja, je bila pot na obeh straneh obzidana s spomeniki, kipi in zakladnicami, ki so spominjali na pomembne dogodke iz grške zgodovine. "Najmanjši oltar", kot pravi Herodot, je bil Kačji steber, katerega osnova je bil spodnji del oltarja, ki ga je posvetil Hian.. Nad tem je bil velik bronast kip Apolona in na arhitravu templja ščit, spomin na grško zmago nad Galci. Pavzanias je tudi prepoznal  daritev Zevsu v Olimpiji in našteta imena mest, vgraviranih na njem.

## Pri Gibonu
V svoji Zgodovini zatona in padcu rimskega imperija (History of the Decline and Fall of the Roman Empire) (1776–89) Edward Gibbon piše o Kačjem stebru v 17. poglavju (o ustanovitvi Konstantinopla) in 68. poglavju (o zmagovitem vstopu Mehmeda II. Osvajalca v Konstantinopel 29. maja 1453):
"Cirkus ali hipodrom je dostojanstvena stavba približno 400 korakov dolga in 100 široka. Prostor med dvema metama (v starem Rimu steber ali mesto, ki je na vsakem koncu dirkališča v počastitev mesta obračanja) ali ciljema je bil napolnjen s kipi in obeliski; in lahko še opozorim na enkraten fragment antike, trupla treh kač, zvitih v en steber iz brona. Njihove trojne glave so nekoč podpirale zlat trinožnik, ki je bil po porazu Kserksa posvečen v Apolonovem templju v Delfih, ki so ga darovali zmagoviti Grki." 
... In spet ...

"Od prve ure nepozabnega 29. maja sta v Konstantinoplu prevladovala nered in plenjenje do osme ure v istem dnevu, ko se je sultan sam odpravil zmagoslavno skozi vrata sv. Romana. Spremljali so ga njegovi vezirji, paše in garda, vsak od njih (pravi bizantinski zgodovinar) je bil močan kot Herkules, spreten kot Apolon in enak v bitki s katerim koli od desetih dirk navadnih smrtnikov. Osvajalec se je zazrl v zadovoljstvu in se spraševal o čudnih kupolah in palačah, čeprav čudovitega videza, ki so se tako razlikovale od sloga orientalske arhitekture. Na hipodromu je njegovo oko pritegnil zavit steber treh kač in pokazal je svojo moč tako, da je razbil s svojim železnim žezlom ali bojno sekiro premajhno čeljust ene od teh pošasti, ki je bila v očeh Turkov idol ali talisman mesta." 

## V drugih virih
Nekoliko pisana zgodovina spomenika po odstranitvi iz Konstantinopla je razvidna iz različnih virov. Po W. W. Howu in J. Wellsu ga je poznejši cesar preuredil v vodnjak s trojnim ustjem, kot je bil videti in so ga opisali popotniki od 1422 dalje, razbit je bil leta 1700, ko so bile kačje glave odlomljene. Marcus N. Tod pravi, da je bila raven tal postavljena leta 1630, tudi del spomenika, ki je bil nato skrit. Osnova stebra je bila izkopana leta 1855 pod vodstvom Charlesa Thomasa Newtona. Petnajst kačjih zavojev je bilo skritih in napis, ki se začne pri 13. zavoju in se konča pri 3., je bil razkrit. Razvozlal ga je C. Frick leta 1856, Ernst Fabricius leta 1886 in tudi drugi. 13. zavoj ima lakonski napis: "Tisti, ki so se borili v vojni", ki mu na 12. do 3. zavoju sledijo imena 31 mestnih državic. Vsebuje osem mest, ki jih ni imenoval Herodot, knjiga 9.28, ki so bili prisotni v bitki pri Platajah in izključuje Pale v Kefaloniji, ki jo Herodot vključuje. Pavzaniasova točka našteva imena daritev Zevsa v Olimpiji, ki izključuje štiri mesta, vpisana na Kačji steber. Morda je to preprosta napaka prepisovalca. Čeprav mesta, vpisana na steber, izključujejo druga mesta, ki jih omenja Herodot, da so sodelovala v vojni, je jasno, da se spomenik nanaša na velike perzijske vojne kot celote, ne le na bitko pri Platajah. Seznami držav iz treh virov so določeni v dodatku B. 12. in 13. zavoj sta bila zarezana in poškodovana s sabljo, zato je  napise težko razvozlati. Posvetitve, ki jo navaja Diodor Sicilski in naj bi jo sestavil Simonides, ni bilo mogoče najti. Ena od kačjih glav je ohranjena v Arheološkem muzeju v Carigradu. Tej glavi manjka premajhna čeljust, kar je povezano z opisom Edwarda Gibbona o zmagovitem vstopu Mehmeda II. Osvajalca v Konstantinopel 29. maja 1453.

## Zdajšnje stanje
Pavzanias nas obvešča, da so približno sto let pozneje Fokijci uporabili zlat trinožnik za financiranje svojih vojaških mest v sveti vojni. Konstantin Veliki je preselil Kačji steber v Konstantinopel in okrasil obračališče na hipodromu, kjer stoji še danes.
Zgornji del stebra je bil okrašen z zlato skledo, ki so jo podpirale tri kačje glave. Skleda je bila uničena ali ukradena med četrto križarsko vojno. Velika otomanska miniatura kaže kačje glave, ko so bile nedotaknjene v prvih desetletjih po turški osvojitvi mesta.
Ahmed Bican iz Gallipolija opisuje steber v svoji Dürr-i Meknûn, napisani o padcu Konstantinopla. Navaja, da je votel, bronast, iz prepletenih triglavih kač in talisman za državljane zoper kačje ugrize.
Med 50 in 100 leti po turški osvojitvi Konstantinopla je pogrešana čeljust ene od treh kačjih glav. Sprejeta različica navaja, da jo je Mehmed II. razbil ob zmagoslavnem vstopu v mesto kot njegov osvajalec.
Ob koncu 17. stoletja so bile vse tri kačje glave uničene. Po legendi naj bi jih potolkel pijan poljski plemič. V Nusretname ("Knjiga zmag") Silahdar Findiklili Mehmed Aga pripoveduje, da so glave preprosto padle v noči na 20. oktober 1700. Zgornja čeljust ene od glav je na ogled v Arheološkem muzeju v Carigradu.

### Antični viri
- Herodotus (1920). The Histories. with an English translation by A. D. Godley. Cambridge: Harvard University Press. At the Perseus Project of Tufts University.
- Diodorus Siculus (1967). Library. in Twelve Volumes with an English Translation by C. H. Oldfather. Cambridge, Mass.; London. At the Perseus Project of Tufts University.

### Sodobni viri
- Menage, V.L. (1964). »The Serpent Column in Ottoman Sources«. Anatolian Studies. Anatolian Studies, Vol. 14. 14: 169–173. doi:10.2307/3642472. JSTOR 3642472.

## Druga literatura
- Volume 4 of the Cambridge Ancient History
- G.B.Grundy, The Great Persian War [library of US Congress, catalogue card number: 71-84875]
- Broken Bits of Byzantium (1891), by C. G. Curtis and Mary A. Walker, Part II, as referred to in Broken Bits of Byzantium by J. Freely in, Istanbul 1, Myth to Modernity, Selected Themes, p. 23-24.
- William Custis West, Greek Public Monuments of the Persian Wars, chapter III: Panhellenic monuments of the Persian Wars in General Arhivirano 2014-08-19 na Wayback Machine., no. 25: Gilded tripod supported by column of three entwined serpents, dedicated at Delphi.
- Thomas F. Madden, The Serpent Column of Delphi in Costantinople: Placement, Purposes, and Mutilations, Byzantine and Modern Greek Studies 16 (1992), pages 111-145.
- The serpent column and the covenant of Plataia in Benjamin Dean Meritt, H. T. Wade-Gery, Malcolm Francis McGregor, The athenian tribute lists, vol. III, The American School of Classical Studies at Athens, Princeton, New Jersey, 1950, pages 95-105 Arhivirano 2014-08-19 na Wayback Machine..